# Čapajev (Kazachstán)
Čapajev (kazašsky Çapayev, rusky Чапаев), v letech 1899 až 1939 Lbiščensk (kazašsky Lbïşçensk, rusky Лбищенск), je vesnice nacházející se v západokazachstánské oblasti v Kazachstánu.

## Geografie
Čapajev se nachází přibližně 130 km jižně od města Oral na pravém břehu řeky Ural.

## Obyvatelstvo
V roce 1765 v osadě pravidelně přebývalo 144 sloužících kozáků. Roku 1862 populace vzrostla na 783 lidí. Ke konci 20. století v Čapajevu žilo celkem 8344 lidí, z čehož 4254 obyvatel byli muži a 4090 ženy. Nejaktuálnější sčítání obyvatel z roku 2019 ukazuje, že vesnici obývá 9488 lidí (4678 mužů a 4810 žen).
| Vývoj populace v letech | Vývoj populace v letech | Vývoj populace v letech | Vývoj populace v letech | Vývoj populace v letech | Vývoj populace v letech | Vývoj populace v letech | Vývoj populace v letech |
| 1939                    | 1959                    | 1970                    | 1979                    | 1989                    | 1999                    | 2009                    | 2019                    |
| ----------------------- | ----------------------- | ----------------------- | ----------------------- | ----------------------- | ----------------------- | ----------------------- | ----------------------- |
| 3 876                   | 4 823                   | 6 377                   | 7 511                   | 8 191                   | 8 344                   | 8 476                   | 9 488                   |

Část populace se věnuje rybolovu, chovu hospodářských zvířat a sběru lékořicových kořenů.

## Historie
Osada byla původně založena jako pevnost a nesla název Kalmykovskaja (rusky крепость Калмыковская). Sloužila jako obranný bod, ze kterého bylo možné odrážet útoky kyrgyzských a kazašských banditů. Původní název vesnice byl Lbiščenská osada (rusky посёлок Лбищенский), a ta byla roku 1899 povýšena na tzv. ujezd. Také došlo k přejmenování osady na Lbiščensk.
Nedaleko Lbiščenska v roce 1919 zahynul během ruské občanské války sovětský vojevůdce Vasilij Ivanovič Čapejev. Na jeho počest tedy vesnice od roku 1939 nese jeho jméno. V obci stojí také jeho muzeum a pomník.